# Arib ibn Sad al-Kàtib al-Qurtubí
Arib ibn Sad (o Saïd) al-Kàtib al-Qurtubí (àrab: عريب بن سعد (أو سعيد) الكاتب القرطبي, Arīb ibn Saʿd (o Saʿīd) al-Kātib al-Qurṭubī) (segle x) fou un mawla andalusí que va ocupar alts càrrecs. Va destacar com a poeta, metge i historiador.
Fou àmil del districte d'Osuna (943) i més tard fou secretari del califa al-Hàkam II (961-976). Va morir vers 980.
Com a historiador va resumir els annals d'at-Tabarí, i els va continuar fins al seu temps.